# San Luis (Honduras)
San Luis es un municipio del departamento de Santa Bárbara en la República de Honduras.

## Toponimia
Su nombre es en honor a Luis IX de Francia, santo de la iglesia católica.

## Límites
| Orientación | Límite                                          |
| ----------- | ----------------------------------------------- |
| Norte       | Municipio de Macuelizo, Santa Bárbara           |
| Norte       | Municipio de San Marcos, Santa Bárbara          |
| Sur         | Municipio de Atima, Santa Bárbara               |
| Sur         | Municipio de Nueva Celilac, Santa Bárbara       |
| Este        | Municipio de Trinidad, Santa Bárbara            |
| Este        | Municipio de San José de Colinas, Santa Bárbara |
| Oeste       | Municipio de Protección, Santa Bárbara          |
| Oeste       | Municipio de Naranjito, Santa Bárbara           |

## Economía
Su economía se basa principalmente en el cultivo y producción del grano de café, frijoles, maíz y algunas frutas como el banano; así como verduras y una pujante actividad ganadera.

## División Política
Aldeas: 17 (2013)
Caseríos: 185 (2013)
| Código | Aldea                 |
| ------ | --------------------- |
| 162001 | San Luis              |
| 162002 | Calpules              |
| 162003 | El Sauce              |
| 162004 | El Regadío            |
| 162005 | Las Flores            |
| 162006 | Las Rosas             |
| 162007 | La Unión o El Playón  |
| 162008 | Nisperales            |
| 162009 | Palma Real            |
| 162010 | San Francisco         |
| 162011 | San Isidro            |
| 162012 | San Juan              |
| 162013 | San Miguel Cuabanales |
| 162014 | Santa Elena           |
| 162015 | Tejutales             |
| 162016 | Totoca o El Barro     |
| 162017 | Villa Luz             |
| 162018 | Quebrada Oscura       |
| 162019 | Laguetas              |
| 162020 | El Colirio            |
| 162021 | San José del Pino     |

## Hijos destacados
| Título | Nombre             | Mérito |
| ------ | ------------------ | --- |
| Lic.   | Josué Cover        | Periodista, presentador de televisión y presentador de noticias Creador de los Viral Media Awards Entrevistador y corresponsal internacional                                                                                               |
| MSc.   | Giovanni Rodríguez | Escritor y profesor de literatura hondureña, centroamericana y latinoamericana Premio Hispanoamericano Juegos Florales Hispanoamericanos de Quetzaltenango, Guatemala Primer lugar del Certamen de Poesía La Voz + Joven en Madrid, España |
| Lic.   | Rigoberto Rivera   | Periodista deportivo de radio y televisión Trabaja para la Corporación Televicentro y Emisoras Unidas |
| Lic.   | Robi Orellana      | Periodista de radio y televisión Trabaja para Exa FM Honduras y TeleProgreso |

## Deportes
El municipio es representado en la Liga de Ascenso de Honduras por el Club Deportivo Cuervos.